# Mike D’Antoni
Mike D’Antoni, oficjalnie Michael Andrew D’Antoni (ur. 8 maja 1951 w Mullens w stanie Wirginia Zachodnia) – amerykański koszykarz i trener koszykarski włoskiego pochodzenia. Zdobywca nagrody dla Trenera Roku 2005.
Od 2012 roku szkoleniowiec Los Angeles Lakers. 30 kwietnia 2014, po dwóch sezonach pracy, zrezygnował z posady trenera Lakers.

## Osiągnięcia

### Zawodnicze
Drużynowe
- Mistrz:
  - Euroligi (1987, 1988)[5]
  - Włoch (1982, 1985–1987, 1989)[5]
- czterokrotny wicemistrz Włoch (1979, 1983, 1984, 1988)
- Zdobywca pucharu:
  - Włoch (1986, 1987)
  - Koracia (1985)[5]
  - Interkontynentalnego (1987)
- Finalista:
  - inauguracyjnego turnieju McDonald’s Open (1987)
  - Pucharu Saporty (1984)

Indywidualne
- Zaliczony do składu 50 Greatest Contributors in Euroleague History (2008)
- MVP meczu gwiazd ligi włoskiej (1982)
- Lider ligi włoskiej w asystach (1988)

Reprezentacja
- Uczestnik mistrzostw Europy z reprezentacją Włoch (1989 – 4. miejsce)[5]

### Trenerskie
- dwukrotny mistrz olimpijski jako asystent trenera kadry USA (2008, 2012)[6][7]
- Brązowy medalista mistrzostw świata jako asystent trenera kadry USA (2006)[8]
- Trener Roku NBA (2005, 2017)[9]
- Trener drużyny Zachodu podczas NBA All-Star Game (2007)[10]
- dwukrotny mistrz Włoch (1991, 1997)[5]
- Zdobywca:
  - pucharu:
    - Koracia (1993)[5]
    - Włoch (1995)[5]
    - Saporty (1995)[5]

  - superpucharu Włoch (2001)[5]
- dwukrotny wicemistrz Włoch (1995, 2002)
- Finalista:
  - pucharu Włoch (1991)
  - superpucharu Włoch (1995)

## Statystyki trenerskie w NBA
Źródło.
| Zespół  | Sezon   | M   | Z   | P   | Z-P%  | Miejsce                | MP | ZP | PP | PZ-P% | Wynik                           |
| ------- | ------- | --- | --- | --- | ----- | ---------------------- | -- | -- | -- | ----- | ------------------------------- |
| Nuggets | 1998/99 | 50  | 14  | 36  | 28,0% | 6. w Midwest Division  | –  | –  | –  | –     | brak awansu do play-offów       |
| Suns    | 2003/04 | 61  | 21  | 40  | 34,4% | 6. w Pacific Division  | –  | –  | –  | –     | brak awansu do play-offów       |
| Suns    | 2004/05 | 82  | 62  | 20  | 75,6% | 1. w Pacific Division  | 15 | 9  | 6  | 60,0% | porażka w finałach konferencji  |
| Suns    | 2005/06 | 82  | 54  | 28  | 65,9% | 1. w Pacific Division  | 20 | 10 | 10 | 50,0% | porażka w finałach konferencji  |
| Suns    | 2006/07 | 82  | 61  | 21  | 74,4% | 1 w Pacific Division   | 11 | 6  | 5  | 54,5% | porażka w półfinale konferencji |
| Suns    | 2007/08 | 82  | 55  | 27  | 67,1% | 2 w Pacific Division   | 5  | 1  | 4  | 20,0% | porażka w pierwszej rundzie     |
| Knicks  | 2008/09 | 82  | 32  | 50  | 39,0% | 5. w Atlantic Division | –  | –  | –  | –     | brak awansu do play-offów       |
| Knicks  | 2009/10 | 82  | 29  | 53  | 35,4% | 5. w Atlantic Division | –  | –  | –  | –     | brak awansu do play-offów       |
| Knicks  | 2010/11 | 82  | 42  | 40  | 51,2% | 2. w Atlantic Division | 4  | 0  | 4  | 0,0%  | porażka w pierwszej rundzie     |
| Knicks  | 2011/12 | 42  | 18  | 24  | 42,9% | (zrezygnował)          | –  | –  | –  | –     | –                               |
| Lakers  | 2012/13 | 72  | 40  | 32  | 55,6% | 3. w Pacific Division  | 4  | 0  | 4  | 0,0%  | porażka w pierwszej rundzie     |
| Lakers  | 2013/14 | 82  | 27  | 55  | 32,9% | 5. w Pacific Division  | –  | –  | –  | –     | brak awansu do play-offów       |
| Kariera |         | 881 | 455 | 426 | 51,6% |                        | 59 | 26 | 33 | 44,1% |                                 |